# ادی بایلی
ادی بایلی (به انگلیسی: Eddie Baily) بازیکن فوتبال زادهٔ ۶ اوت ۱۹۲۵ اهل انگلستان بود که سابقهٔ بازی در تیم ملی فوتبال انگلستان را در کارنامهٔ خود دارد. وی در تاریخ ۲ ژوئیه ۱۹۵۰ نخستین بازی ملی خود را در مقابل تیم ملی فوتبال اسپانیا انجام داد و با حضور در ۹ بازی ملی، در تاریخ ۴ اکتبر ۱۹۵۲ واپسین بازی ملی‌اش را در برابر تیم ملی فوتبال ایرلند شمالی برگزار کرد.
این بازیکن توانسته در بازی‌های ملی، ۵ گل به ثمر برساند.